# Leopold Fugger von Babenhausen

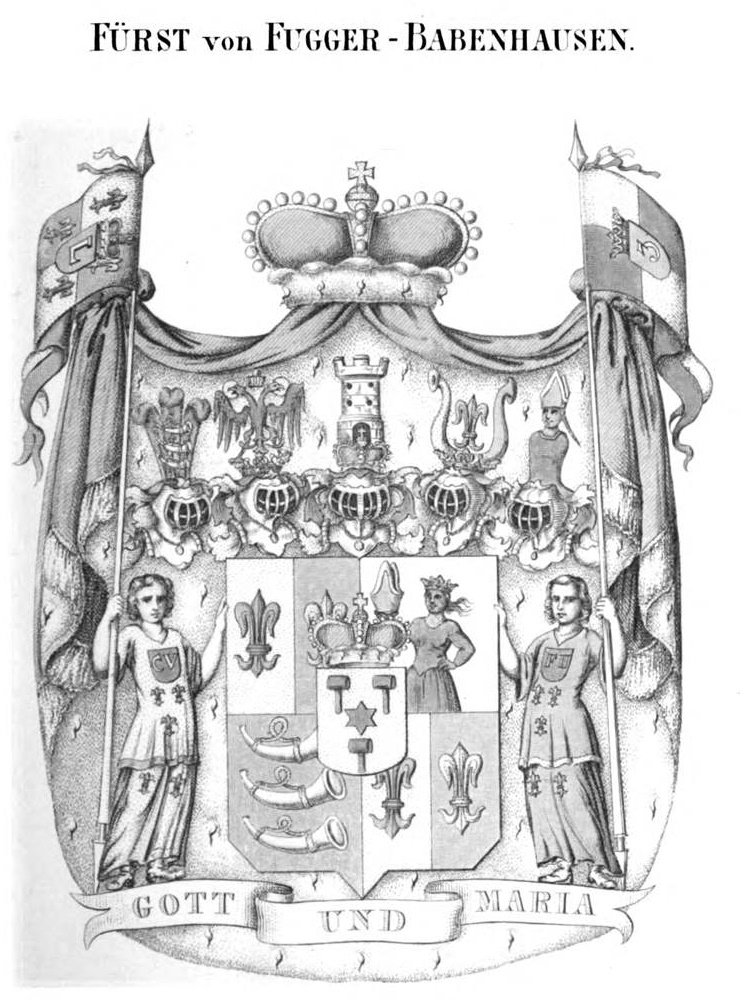
Familienwappen

Leopold Karl Maria, 3. Fürst Fugger von Babenhausen (* 4. Oktober 1827 in Babenhausen; † 10. April 1885 in Augsburg) war ein deutscher Gutsherr aus Bayerisch-Schwaben. Er gehörte zum Hochadel und war seit 1836 Chef des Hauses Fugger-Babenhausen sowie Standesherr und erblicher Reichsrat des Königreichs Bayern.

## Abstammung
Fürst Leopold von Fugger-Babenhausen war der älteste Sohn des Fürsten Anton Fugger von Babenhausen (* 13. Januar 1800; † 18. Mai 1836) und von Franziska, geborene Prinzessin zu Hohenlohe-Bartenstein und Jagstberg (* 29. August 1807; † 27. Oktober 1873).

## Leben
Mit dem Tod seines Vaters 1836 trat Erbgraf Leopold die Nachfolge in der Fuggerschen Standesherrschaft Babenhausen an. Zu seinem Besitz gehörten die Schlösser Wellenburg und Babenhausen, ebenso wie die Fuggerhäuser in Augsburg. Er war nun bayerischer Standesherr und der dritte Fürst Fugger von Babenhausen. Von 1836 bis 1885 war er erbliches Mitglied in der bayerischen Kammer der Reichsräte. Neben seiner Position als Reichsrat war er auch Kronoberstmarschall des Königreichs Bayern.
Er lebte in Augsburg, wo er sich bemühte, den alten Reichtum des Hauses durch ein vernünftiges Sanierungskonzept wiederherzustellen, was ihm durchaus gelang. Neben der Sparsamkeit kamen jedoch auch seine kunsthistorischen Neigungen nicht völlig zu kurz. So ließ er zum Beispiel das Palais Fugger in Augsburg mit Fresken ausschmücken, welche die Geschichte des Fugger-Geschlechts darstellen.
Fürst Leopold gehörte der römisch-katholischen Kirche an und heiratete in Salzburg am 10. Januar 1857 Anna Maria Leopoldine, geborene Gräfin von Gatterburg (* 30. Januar 1838 in Salzburg; † 14. Juli 1903 in Kalksburg). Sie war eine jüngere Schwester von Konstantin Adolf Graf von Gatterburg (1829–1906). Ihre Eltern waren Ferdinand August Freiherr von Gatterburg (1803–1906), k.k. Kämmerer, und Maria Gräfin von Podstatzky-Lichtenstein (1803–1864).
Fürst Leopold starb am 10. April 1885 im Alter von 58 Jahren kinderlos an einer Lungenentzündung. Nachfolger als Fürst und Oberhaupt der Standesherrschaft Babenhausen sowie des gesamten fürstlichen Fideikommisses wurde sein jüngerer Bruder Karl Ludwig Fugger von Babenhausen.